# Anabur, Jagalur
Anabur là một làng thuộc tehsil Jagalur, huyện Davanagere, bang Karnataka, Ấn Độ.